# Goa-Boa Festival

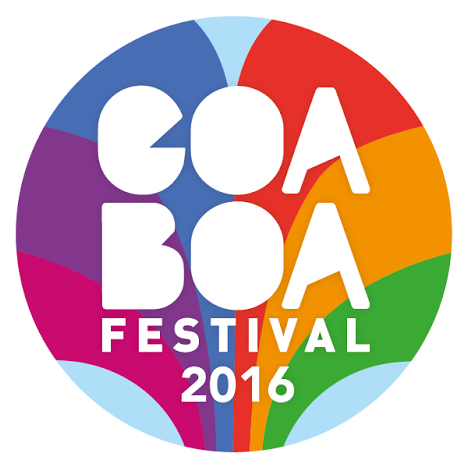
Logo dell'edizione 2016 del Goa-Boa Festival

Il Goa-Boa Festival è una manifestazione musicale che viene organizzata a Genova dall'Associazione Culturale Psyco dal 1998, in collaborazione con Comune di Genova, Provincia di Genova e Regione Liguria.
Diverse le collocazioni, che di solito risultano essere luoghi particolarmente significativi per la città: da aree a precedente destinazione industriale e in via di trasformazione alla Fiera di Genova, sede anche del FIM "Fiera Internazionale della Musica" che si tiene annualmente a metà maggio.
Il nome stesso del festival lo lega strettamente alla città nativa: "GOA", Genova, è la sigla dell'aeroporto; "BOA" indica un "passaggio obbligato, meta (anche turistica) interessante per nuove generazioni di appassionati e riferimento per il circuito internazionale della musica di qualità" (da Genova 2004).
Il Goa-Boa da sempre combina musica popolare accanto a quella di nicchia, accogliendo artisti di fama nazionale ed internazionale, ma prestando attenzione anche agli artisti emergenti e locali, facendoli esibire sullo stesso palco con lo stesso impianto e con lo stesso pubblico.
La decima edizione (26-27 luglio 2008) ha attirato spettatori da tutta Europa.
È stato definito "la più grande festa della musica in Liguria".

## L'Associazione Culturale Psyco
L'Associazione Culturale Psyco è stata fondata nel 1984.
Alla costante ricerca del nuovo e di protagonisti significativi della musica contemporanea, ha programmato con continuità centinaia di concerti (con e senza la collaborazione di Enti Pubblici e Privati) contribuendo a stimolare la produzione musicale giovanile nella città di Genova.
Diverse le linee operative: il Goa-Boa Festival, il Goa-Boa School Select, numerosi Capodanni nel Centro Storico, il progetto LAMA (Luogo Adatto alle Musiche Attuali), la collaborazione con artisti quali Manu Chao e Zebda, il supporto ed il management di talenti locali come ad esempio gli Ex-Otago.
L'Associazione Culturale Psyco fonda le sue origini nello Psyco Club, circolo culturale nato nel 1980 dove, oltre alla musica, venivano proposte rassegne, mostre ed esibizioni di giovani artisti, esposizioni fotografiche, videoproiezioni, conferenze, presentazioni di libri e riviste.
Nel 1994 il club viene ridefinito in associazione culturale.
Dal 1991 al 1993 l'associazione produce le tournée italiane di gruppi stranieri e parallelamente collabora con l'Ente Pubblico nella realizzazione di numerose rassegne musicali (Tributo a Bob Marley con The Wailers, Altri Suoni, Suoni dal Mondo, il concerto di Miriam Makeba).
Nel 1993 le attività proseguono presso il Teatro Albatros di Genova Rivarolo, dando vita ad una programmazione musicale e cinematografica fino al 1997 (anno in cui terminano i rapporti con la proprietà del teatro). La chiusura scatena un movimento di opinioni che ha coinvolto docenti universitari, intellettuali, uomini politici e del mondo dello spettacolo.
Nel 1994 e nel 1995 l'associazione organizza due convegni (La Musica di Carta e Prima 95) sull'editoria musicale ed il mercato discografico ed in generale sulle nuove professioni del fare musica.
Dal 1997 inizia la collaborazione con l'Università degli Studi di Genova in occasione del Salone FORMULA (Salone della Formazione, dell'Orientamento e del Lavoro) e successivamente con la Facoltà di Architettura, di Lettere, di Scienze della Formazione e con l'Accademia delle Belle Arti.
Nel 1998 Psyco realizza con la collaborazione di Turbenada! GOA-BOA, Iter Festival di Musica Popolare Contemporanea. È la prima edizione del Festival.

## Edizioni

### Goa-Boa 1998
Luogo: Genova Campi / Giardini Baltimora / Recco.
- Modena City Ramblers, 99 Posse, Voci Atroci, Vocal Sampling
- Blu Congo, Up Bustle&out, Skatalites, Send 2.1
- Subsonica, Zero, Prozac +
- Montefiori Cocktail, Ray Gelato, Natural Loop
- Madaski, Üstmamò, Voyeur
- Marlene Kuntz, CSI, Mr.Puma, Mao
- Casino Royale, Steel Pulse, Buju Banton
- Laghi Secchi, Bluvertigo, I Fratelli, Otr/laPina, Astronaughty

Goa-Boa nasce con l'intento di sottolineare le potenzialità artistiche di siti industriali non più utilizzati a tale scopo e di are urbane abbandonate al degrado, rilanciandoli come luoghi di aggregazione e di cultura. Per questo vengono scelte tre diverse collocazioni: l'Area Verde di Campi (periferia industriale di Genova), il campo sportivo di Recco ed i Giardini Baltimora.
La partecipazione del pubblico è stata stimata in oltre dodicimila presenze.

### Goa-Boa 1999
Luogo: Genova Campi.
- Africa Unite, Afterhours, Blindosbarra, Carmen Consoli
- Godspeed You! Black Emperor, Lamb
- Mario Venuti, Meganoidi, Nolider, Opium Beaters
- P18, Punkreas, Persiana Jones
- Royalize, Sushi, Voyeur

### Goa-Boa 2000
Luogo: Genova Campi.

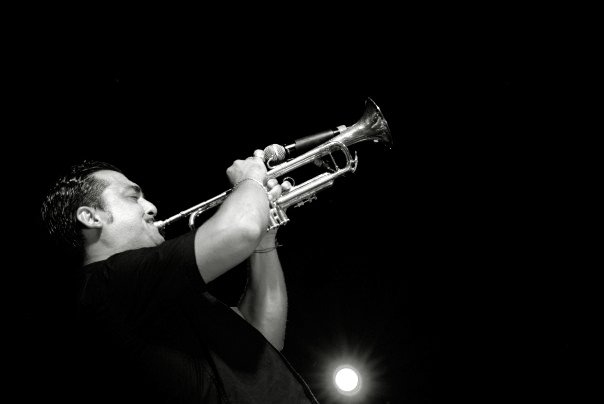
Roy Paci @ Goa-Boa Last Minute Edition 2007

- Lunedì 17 luglio: Guano Apes, Rinocerose, Orishas, Billy Mahonie.
- Martedì 18 luglio: Subsonica, Sergent Garcia, Mau Mau, Looper.
- Mercoledì 19 luglio: 99 Posse, Punkreas, Bandabardò, Zebda, Subsonica.
- Giovedì 20 luglio: Emir Kusturica, Verdena, Amparanoia, Venus, Bluvertigo.
- Venerdì 21 luglio: Asian Dub Foundation, Almamegretta, Modena City Ramblers, Shandon.

### Goa-Boa 2001
Luogo: ex Laminatoio-Italsider, Area Campi.
- Martedì 26: Manu Chao, Spaccanapoli, Orobians, Spasulati Band.
- Mercoledì 27: Elisa, Tiromancino, La Crus, My Vitriol, Linea 77, Pornoshock
- Giovedì 28: Tricky, Almamegretta, Macaco, Persiana Jones, Fairlanes, Ignoranti
- Venerdì 29: Marlene Kuntz, Divine Comedy, Ustmamò, Malfunk, Laghisecchi, Stag
- Sabato 30: Emir Kusturica & No Smoking Orchestra, Turin Brakes, Quintorigo, Feermin Muguruza, Pornoriviste, Formiche Atomiche.
- Domenica 1º luglio: Transglobal Underground, Africa Unite, The Hives, Shandon, Meganoidi, Sanapianta.

### Goa-Boa 2002
Luogo: Ponte Parodi, Porto di Genova.
- Martedì 9 luglio: Carmen Consoli, Max Gazzè, Cornelius, Verdena, Lo-Fi Sucks!, Topi Muschiati.
- Mercoledì 10: Giuliano Palma & the Bluebeaters, Ska P, Punkreas, King Prawn, Slackers, Boogamen.
- Giovedì 11: Subsonica, Badmarsh and Shri, Tricarico, Madaski, The Dynamics, Madame Yo Yo.
- Venerdì 12: Negrita, The (International) Noise Conspiracy, Meganoidi, Rival Schools, Cardosanto, Biogora.
- Sabato 13: Faithless, Roy Paci & Aretuska, Lali Puna, Millionaire, Bugo, Valerie Alagre.

GOA-BOA last minute Arena degli Artisti, Porto Antico.
- Lunedì 29: Almamegretta, Blindosbarra.
- Martedì 30: Daniele Silvestri, Giuliodorme.

### Goa-Boa 2003
Luogo: Piazza del Mare.
- Giovedì 3 luglio (anteprima): Carmen Consoli, Goa-Boa School Select, Dionysos
- Giovedì 10 luglio: Skin (Gran Bretagna), Marlene Kuntz, Dalek (USA), Daniel Johnston (USA), Inme (Gran Bretagna), Blind Zero (Portogallo), One Dimensional Man, Julie's Haircut, port-royal, Mentre.
- Venerdì 11 luglio: Zebda (Francia), Bandabardò, Feel Good Production, Le Peuple de l'Herbe (Francia), Linea 77, Pornoriviste, Franziska, Snitch (Svizzera), End of April, MadHouse
- Sabato 12 luglio: Tiromancino, Blonde Redhead, La Crus, Quintorigo, Teenage Idols (Svezia), Derozer, Forty Winks, Peawees, No One, Five O'S
- Domenica 13 luglio: Audio Bullys (Gran Bretagna), Morgan Heritage (Jamaica), Africa Unite, Jarbanzo Negro (Spagna), Persiana Jones, Undeclinable (Paesi Bassi), Elvis Jackson (Slovenia), Hormonauts, H-Strychnine, ToadStool

### Goa-Boa 2004
Luogo: Piazza del Mare.
- Giovedì 15 luglio: Peaches (unica data italiana), Kings of Leon (unica data italiana), Verdena, The Streets (unica data italiana), Phoenix, Baustelle, Magnus, Sex Mode.
- Venerdì 16 luglio: Julian Marley, Caparezza, Femi Kuti & Positive Force (unica data italiana), Z-STAR, Sud Sound System, Aprés la Classe, League of XO Gentlemen (unica data italiana), Zerodieci.
- Sabato 17 luglio: Groove Armada, Frankie hi-nrg mc, Raiz, Los Van Van, Sensasciou, Riccardo Sinigallia, En Roco, Free Folk Ensemble.

### Goa-Boa 2005
Luogo: Piazza del Mare, Fiera di Genova.
- Giovedì 23 giugno: Beck
- Venerdi 24 giugno: Kings of Convenience
- Giovedì 7 luglio: Black Uhuru, Amadou & Mariam (Dimanche à Bamako), Roy Paci e Aretuska, Max Gazzè, Silvia Dainese, X Alfonso(prima volta in Europa), Open Season (unica data in Italia), Sikitikis, Banshee.
- Venerdi 8 luglio: Marc Almond dj set, LCD Soundsystem, Rinocerose, Whitey (unica data in Italia), Meg, Offlaga Disco Pax, The Film (unica data in Italia), Yuppie Flu, Ex-Otago.
- Sabato 9 luglio: Afterhours, Antony and the Johnsons, Marlene Kuntz, Laetitia Sheriff (prima volta in Italia), Piers Faccini, Perturbazione, Super Elastic Bubble Plastic, Denize, port-royal.
- Domenica 10 luglio
- Venerdi 15 luglio
- Martedì 19 luglio: Bandabardò, Jahmila, Free Folk Ensemble.
- Martedì 26 luglio: Giuliano Palma & the Bluebeaters, Olly Meets The GoodFellas.

### Goa-Boa 2006
Luogo: Ex Acciaierie di Cornigliano.
- Giovedì 6 luglio: Hiroshima, Hermitage, En Roco, Amari, We Are Scientist, Sebastien Martel, Lou Rhodes, Carmen Consoli.
- Venerdì 7 luglio: Zena Art Core, Uochi Toki, Club Dogo, Cor Veleno, Free Hole Negro, Mondo Marcio, Fabri Fibra, George Clinton & Parliament Funkadelic.
- Sabato 8 luglio: Dogma, Musamelica, Biogora, Disco Drive, Cazals, Meganoidi, Morgan, Laurie Anderson, Ellen Allien & Apparat, Mass Prod., Krakatoa.

### Goa-Boa 2007
GOA-BOA Last Minute Edition.
Luogo: Arena del Mare, Porto Antico di Genova.
- Mercoledì 4 luglio: Finale Goa-Boa School Select, Perturbazione, The Banshee.
- Giovedì 5 luglio: Junior Kelly, Eazy Skankers, Rankin Fabio.
- Mercoledì 11 luglio: Casino Royale, Maxfield (da Groove Armada), Zero Plastica.
- Lunedì 16 luglio: Verdena, Sadist, GBSS.
- Mercoledì 18 luglio: Pakava It, El Gafla, Persiana Jones.
- Giovedì 19 luglio: Mario Biondi, Tiziano Ferro, Bobby Soul.
- Lunedì 23 luglio: Roy Paci & Aretuska, Hormonauts, GBSS.
- Martedì 24 luglio: Konono N°1

### Goa-Boa 2008. Decima edizione, Diritti nella Musica
Il 10º Anno di Goa-Boa Festival e il 60º Anniversario della Dichiarazione Universale dei Dritti Umani.

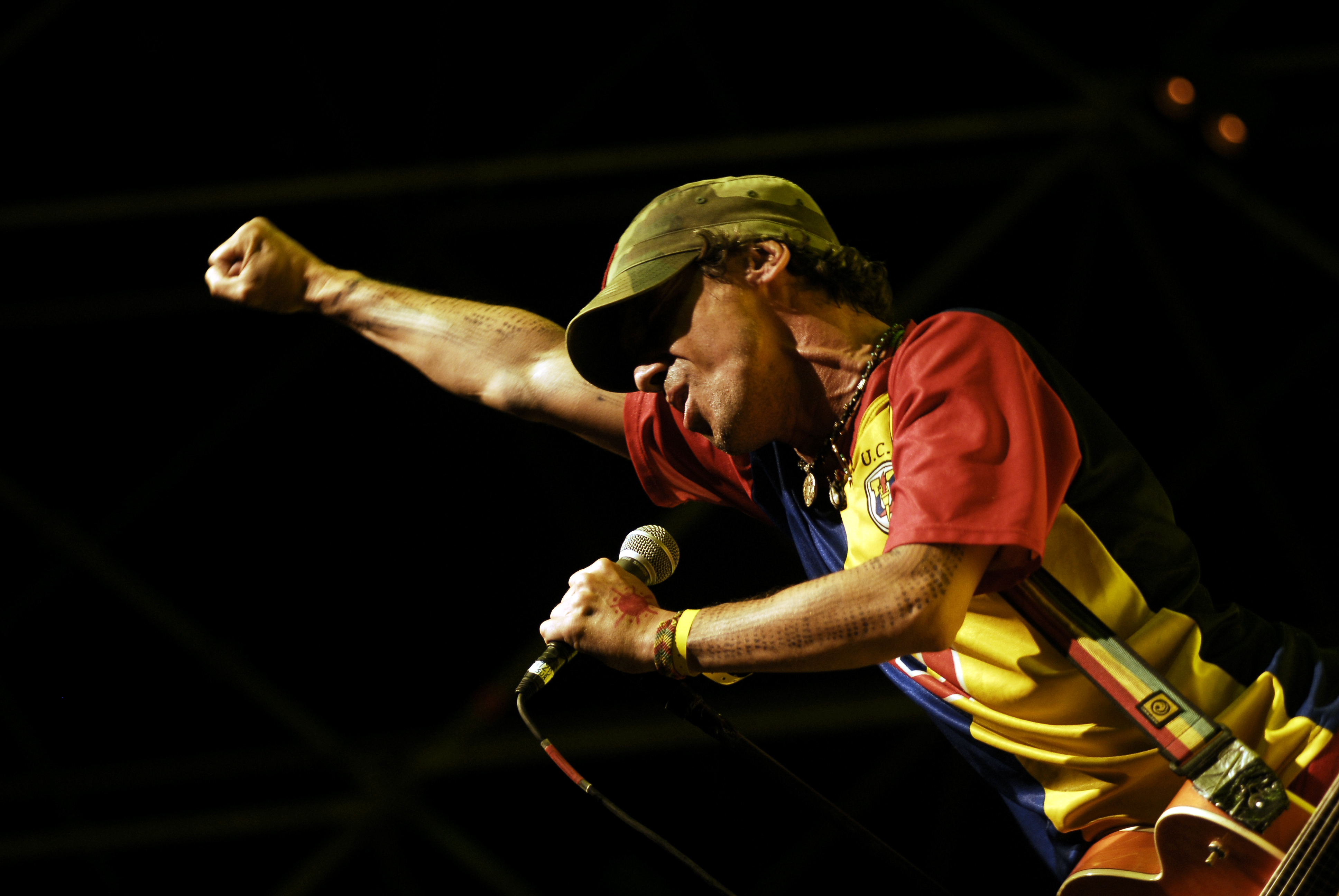
Manu Chao sul palco del Goa-Boa Festival 2008

Sui palchi di Goa-Boa '08 è iniziata la campagna nazionale di sensibilizzazione per il 60º Anniversario della Dichiarazione.
Oltre agli artisti in cartellone, vi sono stati interventi di attivisti dei diritti umani e di personalità della cultura e dello spettacolo.
Roberto Torelli ha girato col pubblico del GOA-BOA le scene iniziali e finali del film collettivo no-profit All Human Rights for All–Sguardi del Cinema Italiano sui Diritti Umani, 30 corti ispirati ai 30 articoli della Dichiarazione Universale dei Diritti Umani, girati da altrettanti registi italiani.
Una conferenza stampa in battello, da Piazza Caricamento alla Fiera di Genova, ha illustrato il programma e gli obiettivi del Comitato Nazionale per il 60º Anniversario. Le iniziative genovesi del Comitato sono state realizzate con il sostegno del Comune di Genova ed il patrocinio di Regione Liguria e Provincia di Genova.
Il festival si è sviluppato in due postazioni circondate dal mare e collegate dai battelli del porto di Genova.
Artisti di fama internazionale (Manu Chao in esclusiva nazionale, Emir Kusturica & No Smoking Orchestra...) si sono alternati ad artisti di fama nazionale, artisti locali ed artisti emergenti.
Ecco il programma giorno per giorno:
- W4GB08 – Waiting for Goa-Boa '08:
  - 12 luglio: Linea 77, Teatro degli Orrori, The Last Banned.
  - 15 luglio: Shaggy, Bee Down, Zero Plastica.
- 26 luglio 2008:

Fiera di Genova/Nuova Darsena: Manu Chao & Radio Bemba Sound System, Tonino Carotone & Arpioni, Magnifico & Turbolenza, The Hormonauts.
Fiera, Palco 2: Ex-Otago, Autokratz (Kitsune), La Valigetta, Radicicaballanu.

Porto Antico/Arena del Mare: Hermitage, Bluvertigo.
- 27 luglio 2008:

Fiera di Genova/Nuova Darsena: Manu Chao & Radio Bemba Sound System, Tonino Carotone & Arpioni, Sud Sound System, Emir Kusturica & No Smoking Orchestra.
Porto Antico/Arena del Mare: Peter Hook (New Order), Le Luci della Centrale Elettrica, The Banshee, Spleenveil, Bugo.

### Goa-Boa 2012
Arena del Mare, Porto Antico, Genova
Morrissey, Brunori Sas, Balkan beat box, Almamegretta, Bobby Soul.
Villa Serra
Mr Vegas, Mellow Mood, Raphael, Banco del mutuo soccorso, Le Orme.

### Goa-Boa 2013
Il titolo scelto per l'edizione 2013 è Multivitaminic, perché, come spiega il creatore, organizzatore e curatore del Festival Totò Miggiano «perché il GoaBoa è come un integratore nutriente, una selezione di quello che d'inverno non arriva in città. È un festival sano, autentico, credibile e senza luoghi comuni».
Gli ospiti sono Ministri, Fedez, Cody Chesnutt, Zibba, Motel Connection, Tom Tom Club e il pop rock dei liguri Venus.

### Goa-Boa 2014
Luogo: Arena del Mare, Porto Antico, Genova.
Programma: 
- Lunedì 14 luglio:Ex-Otago, Mannarino, Dj Pravda and Chef Berna.
- Martedì 15 luglio: Sud Sound System & Bag A Riddim Band, Mellow Mood (gruppo musicale), Pedro Navaia Soundmachines.
- Mercoledì 16 luglio: Paolo Nutini, The Rainband.
- Giovedì 17 luglio: Afterhours, Le luci della centrale elettrica, 1000 Degrees.
- Venerdì 18 luglio: Gorillaz Sound System, Ninos du Brazil, I Cani, Salmo, Blazer Crew - Radici Urbane.
- Sabato 19 luglio: Caparezza[2], Edipo, Magellano.

### Goa-Boa 2015
Luogo: Arena del Mare, Porto Antico, Genova.
Programma: 
- 6 Luglio: Fedez, Dala, Mental Slug
- 7 Luglio: Franz Ferdinand & Sparks, George Ezra, The Sleeping Tree
- 8 Luglio: Jimmy Cliff, Mellow Mood, Raphael
- 9 Luglio: Caravan Palace, The Sweet Life Society, Free Shots
- 10 Luglio: Dubioza Kolektiv, Espana Circo Este, Luke and the Lion
- 11 Luglio: Bluvertigo, Dardust, Luminal, Port-Royal DJ set

Goa-Boa Last Minute:
- 15 Luglio: Gemitaiz & Madman, Noyz Narcos & Fritz Da Cat
- 16 Luglio: Carmen Consoli, Colapesce

### Goa-Boa 2016
Luogo: Arena del Mare, Porto Antico, Genova.
Programma: 
- 8 Luglio: Afterhours, Od Fulmine, Katiusha
- 13 Luglio: Calcutta, Club Cheval, Cosmo, L'ultimodeimieicani, Malenky Slovos
- 14 Luglio: Alborosie, Bluebeaters, Escobar, Jo Choneca
- 15 Luglio: Salmo, Heymoonshaker, Izi
- 16 Luglio: Tiga, Max Gazzè, John Thiele, Petrina, River
- 17 Luglio: Bandabardò, Pagliaccio, Cartabianca

### Goa-Boa 2017
Luogo: Arena del Mare, Porto Antico, Genova.
Programma: 
- 6 Luglio: Smokey Joe & the Kid, Free Shots
- 7 Luglio: Sfera Ebbasta, Dark Polo Gang, Nadia Rose, Tedua, Sku, Cerbero Grosz, Young Slash
- 8 Luglio: Samuel, Canova, Era Serenase, Teta Mona, Sonny Willa
- 9 Luglio: Pop X, Ghali, Mykki Bianco, Cark Brave x Franco126, Gazzelle, Cromo
- 10 Luglio: Dubioza kolektiv, Tonino Carotone, Cartabianca, Wrong Side
- 11 Luglio: Ky-Mani Marley, Luciano, Sugar Cane Experence

### Goa-Boa 2018
Luogo: Arena del Mare, Porto Antico, Genova.
- Goa-Boa Preview - 13 Luglio: Negrita, Kiol, Nyvinne
- Goa-Boa festival - 20 luglio: Motta, Ministri, Pinguini Tattici Nucleari, Viito
- Goa-Boa festival - Red Bull Tour Bus Official 2nd Stage - 20 Luglio: Makai, L'Ultimodeimieicani, Saam
- Goa-Boa festival - 21 luglio: Caparezza, Mudimbi, Voina
- Goa-Boa festival - Red Bull Tour Bus Official 2nd Stage - 21 Luglio: Banana Joe, Martin Basile, Le Astronavi
- Goa-Boa festival - 22 luglio: Myss Keta, Tedua, Frah Quintale, Achille Lauro, Bilogang, Arashi
- Goa-Boa festival - Red Bull Tour Bus Official 2nd Stage - 22 Luglio: The Andrè, Cromo, Kalt+Amendance
- Goa-Boa festival - 25 Luglio: Coez, Coma_Cose, Francesco De Leo, Joe

### Goa-Boa 2019
Luogo: Arena del Mare, Porto Antico, Genova.
- 5 luglio: Calcutta, Mecna, Giovanni Truppi, Leyla El Abiri
- 9 luglio: Gazzelle, Eugenio in Via di Gioia, Fulminacci, Sem
- 17 luglio: Fast Animals and Slow Kids, Rancore, Giorgio Canali, I'm not a Blonde, Marte, Giungla, Ophelya
- 18 luglio: Carl Brave, Alfa, Ghemon, Dutch Nazari, Fadi, Dola, Olly, Pnksand
- 19 luglio: Max Gazzè, Eugenia Post Meridiem, Della Casa Maldive, Emmanuelle, Dimartino, Rovere
- 20 luglio: Salmo, Dani Faiv, Massimo Pericolo, Speranza, Quentin40, Psicologi, Gorka, Fuera
- 21 luglio: Izi, Ernia, Side Baby, Priestess, Tauro Boys, Irbis 37, Matsby, Maggio

### Goa-Boa 2020
Il Goa-Boa 2020 è stato annullato a causa della Pandemia di COVID-19.

### Goa-Boa 2021
Luogo: Parchi di Nervi / Villa Serra / Fortezza del Priamar (Savona) / Arena del Mare, Porto Antico / Giardini Luzzati, Genova
- 9 luglio: Max Gazzè
- 16 luglio: Negrita, Sonosem
- 19 luglio: El Chapulin Solo
- 21 luglio: El Chapulin Solo
- 22 luglio: Melancholia, Sethu
- 23 luglio: Margherita Vicario, Iside, Bais
- 30 luglio: Subsonica, Ginevra Nervi
- 2 agosto: Alice
- 30 agosto: Motta, Emma Nolde, Eugenia Post Meridiem
- 2 settembre: Coma Cose, Charlie Risso
- 5 settembre: Valerio Lundini
- 12 settembre: Ariete, Nuvolari
- 17 settembre: Venerus, Gorka, Radici Urbane
- 18 settembre: Bresh, Helmit, Sonny, Emanuelino, Guesan, Disme, Izi, Tedua
- 23 settembre: The Uppertones, Boccanegra, Bobo Rondelli, A Cuore Libero

### Goa-Boa 2022
Luogo: Arena del Mare, Porto Antico, Genova
- 6 luglio: Brunori Sas
- 9 settembre: Psicologi, Naska e Panetti, Giuse The Lizia
- 11 settembre: Fabri Fibra, Sonny
- 12 settembre: Blanco, Olly, Deriansky, Bnkr44, Ele A
- 15 settembre: Elisa
- 16 settembre: La Rappresentante di Lista, Tananai
- 18 settembre: Paki, Rhove, Shiva

### Goa-Boa 2023
Luogo: Arena del Mare, Porto Antico, Genova
- 30 giugno: PoPa, Nu Genea
- 1º luglio: Peter Hook, Irvine Welsh
- 2 luglio: Memento, Vipra, Coma Cose
- 4 luglio: Venerus, Savana Funk
- 5 luglio: Salmo, Materazi Future Club, Brucerò nei pascoli, BigMama
- 6 luglio: Baustelle, Kim Gordon
- 7 luglio: Alice
- 8 luglio: Kraftwerk

### Goa-Boa 2024
Luogo: Arena del Mare, Porto Antico, Genova / Villa Figoli, Arenzano
- 7 luglio: Elio e le Storie Tese
- 10 luglio: Marlene Kuntz, Vasco Brondi, Giorgio Canali
- 19 luglio: Bnkr44
- 26 luglio: Alice

## Goa-Boa School Select
GOA-BOA School Select è il concorso musicale rivolto alle band formate dagli studenti degli Istituti Medi Superiori della Provincia di Genova (di cui almeno un componente deve essere iscritto regolarmente a una scuola superiore), organizzato e promosso dall'Associazione Psyco e dalla Consulta degli Studenti. L'iscrizione è gratuita.
I partecipanti devono consegnare una registrazione contenente i propri brani musicali, corredata da una biografia del gruppo, una scheda tecnica accompagnata dallo stage plan (disposizione sul palco). Sono accettati brani di ogni genere, purché siano composizioni originali e non cover band.
Una giuria solitamente composta da rappresentanti della Consulta degli Studenti, del Goa-Boa Festival, dei media di settore, della Provincia e del Comune di Genova, del circuito dei locali di musica dal vivo, e da musicisti ed operatori culturali seleziona le tre band vincitrici.
Durante le passate edizioni le band finaliste hanno suonato sui palchi del Goa-Boa Festival in apertura di serata, e vinto buoni per registrare le proprie demo o acquistare strumenti musicali.